# Tomás Pavón
Francisco Tomás Pavón Cruz (Sevilla, 16 de febrero de 1893 - Sevilla, 2 de julio de 1952), conocido simplemente como Tomás Pavón, fue un cantaor gitano. Hermano menor de Arturo Pavón Cruz y de Pastora Pavón, perteneció a una de las grandes casas del cante. Ha sido y es uno de los grandes cantaores de todos los tiempos.

## Estilo
Estilísticamente destaca, en una obra en que todo fue sobresaliente, su excepcional profundización en los géneros de Triana, que desarrolló admirablemente. Uno de ellos la debla, que se hallaba prácticamente olvidada. Tomás Pavón dejó una discografía no muy extensa, pero de gran calidad. 
Dotado de un talento muy plural, fue uno de los mejores en casi todos los palos del flamenco: las seguirillas, las bulerías, las soleares, los martinetes, las sonás o las saetas, cantándolo todo con especial maestría, enriqueciendo sus cantes con tanta personalidad que muchos de ellos han pasado a la historia siendo conocidos como "los cantes de Tomás Pavón".
Con una voz flamenca, dulce y viril y con un peculiar duende en su entonación, cantó todas las modalidades, y destacó en el estilo de Triana, donde se expresaba con mayor solemnidad y grandeza que ninguno. 
Comparándolo con otro de los grandes del momento, Manuel Torre, Tomás fue un cantaor seguro, con un sentido musical infalible, capaz de llevar el cante a posiciones límite donde creaba un clímax de inusitada belleza.
El cante de Tomás Pavón alcanzó una gitanería y una musicalidad fuera de lo común; y en concreto, sus saetas sonaban más directas que ninguna otra, envueltas en una mezcla de emoción y armonía difícilmente descriptibles.

## Grabaciones
En 2020 se publican sus grabaciones completas.